# Uvarus mauritiensis
Uvarus mauritiensis är en skalbaggsart som först beskrevs av Régimbart 1897.  Uvarus mauritiensis ingår i släktet Uvarus och familjen dykare. Inga underarter finns listade i Catalogue of Life.